# ヒュー・ウィリアムズ (俳優)
ヒュー・"タム"・アンソニー・グランモア・ウィリアムズ（Hugh "Tam" Anthony Glanmore Williams、1904年3月6日 – 1969年12月7日）は、ウェールズ系の血統を引くイングランドの俳優、劇作家、演出家である。

## 経歴
サセックス州ベクスヒル＝オン＝シーに、ヒュー・アンソニー・グランモア・ウィリアムズとして生まれ、「タム (Tam)」とニックネームを付けられた。王立演劇学校に学んだ。ウィリアムズは人気のある映画俳優でも、舞台俳優でもあったが、やがて1930年代のイギリスの映画における大スターになった。1930年代にはロバート・C・シェリフの劇『Journey's End』の出演者としてアメリカ合衆国を巡業し、ハリウッドに滞在している間に、最初の映画『Charley's Aunt』 に出演した。その後、イギリスに帰国すると、イギリス映画産業にとって重要な俳優となった。1930年から1967年までの期間に、合わせて57作の映画に出演した。後添えの妻となったマーガレット・ヴァイナーとは、『The Grass is Greener』など何本かの舞台劇で共演しており、夫妻は後にこれを映画脚本化して映画『芝生は緑 (The Grass Is Greener)』を制作した。ウィリアムズは食道癌のために、65歳でロンドンにおいて没した。
ウィリアムズは、2回結婚した。
- グウィン・ウィットビー (Gwynne Whitby)（1925年 – 1940年）- こども2人
- マーガレット・ヴァイナー（1940年 – 1969年）- こども3人
  - ヒューゴー・ウィリアムズ（英語版） - 詩人
  - サイモン・ウィリアムズ（英語版） - ベリンダ・キャロル（英語版）、ルーシー・フレミング（英語版）と結婚した
  - ポリー・ウィリアムズ (Polly Williams) - 女優。ナイジェル・ヘイヴァースと結婚

ウィリアムの孫には、以下が含まれている。
- ケイト・ダン (Kate Dunn) - 女優
- エイミー・ウィリアムズ (Amy Williams) - 女優
- タム・ウィリアムズ (Tam Williams) - 俳優

## フィルモグラフィ
- のんきな叔母さん - Charley's Aunt（1930年）- チャーリー・ワイクハム (Charlie Wykeham)  役
- Night in Montmartre（1931年）- Philip Borell 役
- A Gentleman of Paris（1931年）- Gaston Gerrard 役
- Down Our Street（1932年）- Charlie Stubbs 役
- Insult（1932年）- Captain Ramon Nadir 役
- In a Monastery Garden（1932年）- Paul Ferrier 役
- After Dark（1932年）- Richard Morton 役
- White Face（1932年）- Michael Seeley 役
- 南欧横断列車510 - Rome Express（1932年）- トニー 役
- The Jewel（1933年）- Frank Hallam 役
- The Acting Business（1933年）- Hugh 役
- 薔薇のワルツ - Bitter Sweet（1933年）- ヴィンセント (Vincent) 役
- ソレルと其の子 - Sorrell and Son（1934年）- キット・ソレル（成人）(Kit Sorrell as an Adult) 役
- Elinor Norton（1934年）- Tony Norton 役
- All Men Are Enemies（1934年）- Tony Clarendon 役
- Outcast Lady（1934年）- Gerald March 役
- Lieut. Daring R.N.（1935年）- Lt. Bob Daring 役
- 孤児ダビド物語 - David Copperfield（1935年）- ジェームズ・スティアフォース 役
- 今宵も楽しく - Let's Live Tonight（1935年）- ブライアン・ケリー (Brian Kerry) 役
- The Happy Family（1936年）- Victor Hutt 役
- The Last Journey（1936年）- Gerald Winter 役
- 紳士渡世 - The Amateur Gentleman（1936年）- ロナルド卿 (Lord Ronald) 役
- Her Last Affaire（1936年）- Alan Heriot 役
- en:The Man Behind the Mask（1936年）- Nick Barclay 役
- The Windmill（1937年）- Peter Ellington 役
- Side Street Angel（1937年）- Peter 役
- The Perfect Crime（1937年）- Charles Brown 役
- Gypsy（1937年）- Brazil 役
- Brief Ecstasy（1937年）- Jim Wyndham 役
- Premiere（1938年）- Rene Nissen 役
- The Dark Stairway（1938年）- Dr. Thurlow 役
- Bank Holiday（1938年）- Geoffrey 役
- His Lordship Goes to Press（1939年）- Lord Bill Wilmer 役
- 嵐が丘 - Wuthering Heights（1939年）- ヒンドリー・アーンショー（英語版）役
- Dead Men Tell No Tales（1939年）- Detective Inspector Martin 役
- Inspector Hornleigh（1939年）- Bill Gordon, Ann's Brother 役
- The Dark Eyes of London（1939年）- Det. Insp. Larry Holt 役
- Ships with Wings（1942年）- Wagner, Papa's Pilot 役
- The Day Will Dawn（1942年）- Colin Metcalfe 役
- One of Our Aircraft Is Missing（1942年）- Frank Shelley, Observer/Navigator in B for Bertie 役
- Secret Mission（1942年）- Major Peter Garnett 役
- Talk About Jacqueline（1942年）- Dr. Michael Thomas 役
- A Girl in a Million（1946年）- Tony 役
- Take My Life（1947年）- Nicholas Talbot 役
- An Ideal Husband（1947年）- Sir Robert Chiltern 役
- Elizabeth of Ladymead（1948年）- John Beresford in 1946 役
- The Blind Goddess（1948年）- Lord Brasted 役
- The Romantic Age（1949年）- Arnold Dickson 役
- Paper Orchid（1949年）- Frank McSweeney 役
- 封鎖作戦 - Gift Horse（1952年）- デイヴィッド・G・ウィルソン大佐 役
- The Holly and the Ivy（1952年）- Richard Wyndham 役
- Twice Upon a Time（1953年）- James Turner 役
- The Fake（1953年）- Sir Richard Aldingham 役
- Star of My Night（1954年）- Arnold Whitman 役
- The Intruder（1953年）- Tim Ross 役
- カーツーム - Khartoum（1966年）- ハーティントン侯爵 役
- Doctor Faustus（1967年）- Scholar 役

## 脚本
- The Grass is Greener（1952年）舞台脚本
- 芝生は緑 - The Grass Is Greener（1960年）映画脚本
- Charlie Girl（1965年）舞台脚本（マーガレット・ウィリアムズとの共作）

## おもなテレビ出演
- Masterpiece Playhouse - 「Richard III」（リチャード三世）エピソード No. 1.2（1950年）
- The Count of Monte Cristo Millet 役 エピソード「Flight to Calais」
- Colonel March of Scotland Yard - Harold Hartley 役：「The Talking Head」エピソード No. 1.11（1956年）
- Douglas Fairbanks, Jr., Presents - Shayar (sic!) 役「Scheherezade」エピソード No. 5.10（1956年）
- The New Adventures of Charlie Chan - Inspector Marlowe 役：「Dateline Execution」エピソード No. 1.18（1957年）
- The New Adventures of Charlie Chan - Inspector Marlowe 役：「No Future for Frederick」エピソード No. 1.23（1958年）
- The New Adventures of Charlie Chan - Inspector Marlowe 役：「Safe Deposit」エピソード No. 1.24（1958年）